# Serra Pelada
A Serra Pelada é uma localidade brasileira, vila e distrito do município de Curionópolis, no sudeste do Pará.
Por fusão de significados, a vila e o distrito tomaram o mesmo nome de uma formação geológica rica em metais preciosos, a colina de Serra Pelada, uma extensão da Serra dos Carajás.
A vila e distrito da Serra Pelada estão encravados aos pés da formação da Serra Pelada, cercados de ricas áreas de mineração ainda ativas, embora a localidade em si seja uma área de extrema pobreza sócio-econômica.

## Estatuto político-administrativo
Serra Pelada não possui um arranjo político-administrativo perfeitamente definido, havendo grandes dúvidas quanto ao seu real status jurídico. Isso porque a Câmara dos Vereadores de Curionópolis, o único órgão com competência para tal, não disponibiliza informações sobre alguma lei oficial de criação do "Distrito de Serra Pelada".
Diante da Prefeitura Municipal de Curionópolis, Serra Pelada é um distrito, pois em documentos ou portais oficiais sempre é referida como tal. Porém, não é possível localizar no Plano Diretor de Curionópolis, aprovado em 2006, a menção de Serra Pelada como distrito (nem mesmo como vila).
Outros órgãos, como a Câmara dos Deputados, já citavam Serra Pelada como distrito em 20 de novembro de 1996, reafirmando em 19 de setembro de 2011; igualmente, o Governo do Estado do Pará também citava Serra Pelada como distrito em 17 de dezembro de 2001.

## História
O distrito têm sua formação histórica tradicionalmente relacionada às atividades de garimpo, muito embora a região estivesse sendo colonizada por proprietários rurais já em 1978, um pouco antes da descoberta do ouro.
Essas propriedades rurais eram, na verdade, fachada para as atividades garimpeiras artesanais enquadradas no "Projeto Garimpo", um programa do Ministério das Minas e Energia lançado em 1977, de incentivo à pequena atividade de lavra de gemas e metais preciosos.

### Início da colonização
A historiografia tradicional afirma que em dezembro de 1979 um vaqueiro (ou garimpeiro) da Fazenda Três Barras, de propriedade de Genésio Ferreira da Silva, encontrou pedras de ouro de aluvião próximo a pés de bananeira, no riacho da Grota Rica. Por duas semanas três equipes de garimpeiros, a mando de Genésio Silva, se revezaram na extração, coletando quantidade relativa de ouro. O acampamento montado pelos trabalhadores recebeu inicialmente o nome de Grota Rica.
Em janeiro de 1980 um comprador de ouro espalhou a notícia da área de lavra em Marabá, de onde a até então Grota Rica era jurisdicionada. Rapidamente chegaram ao local cerca de mil garimpeiros. Essa chegada repentina de tantas pessoas tornou difícil para alocar todos nos barrancos do rio, muitos sendo obrigados a garimpar numa colina sem vegetação nas proximidades, apelidada de "Serra Pelada".
A quantidade de ouro encontrado na colina foi ainda maior, fazendo com que, em março de 1980, o número de pessoas no local saltasse para cinco mil. O acampamento havia se tornado uma vila, recebendo, finalmente, o nome de Serra Pelada.
Tal fluxo de pessoas fez movimentar os órgãos municipais marabaenses, que solicitaram intervenção federal na área, alegando impossibilidade de gerir o local. O primeiro órgão a chegar, em março de 1980, foi a Rio Doce Geologia e Mineração (DOCEGEO), uma subsidiária da antiga estatal Companhia Vale do Rio Doce (CVRD), servindo como compradora monopolista do ouro e responsável pela infraestrutura de garimpo. Em seguida, em maio do mesmo ano, instalou-se o Serviço Nacional de Informações (SNI). Junto com o SNI, vieram os seguintes órgãos sob sua supervisão: Receita Federal do Brasil, a Caixa Econômica Federal, a Empresa de Correios e Telégrafos, a Superintendência de Campanhas de Saúde Pública (SUCAM), a Fundação Serviços de Saúde Pública (FSESP), a TELEPARÁ, a Companhia Brasileira de Abastecimento, a Polícia Federal do Brasil e a Policia Militar.
Ao final do primeiro semestre de 1980, cerca de 30 mil garimpeiros já se haviam deslocado para a área, fato que motivou o governo João Figueiredo a indicar o major Sebastião Curió para capitanear o garimpo.
A partir do final de 1980 a Diocese de Marabá instala uma pequena paróquia na vila, montando também o hospital Santa Casa da Misericórdia de Serra Pelada, que passou a dar suporte às ações de saúde pública da FSESP e da SUCAM.
Em 1981, os depósitos de ouro na superfície se esgotaram, sendo necessário adequar o local para prorrogar a garimpagem manual. Dessa maneira a DOCEGEO começou o trabalho de maquinário para dar sobrevida à extração. Deu-se início também a uma segregação das de garimpagem, que recebiam diversos nomes: Igrejinha, Bucetinha, Serra Velha, Babilônia I, Babilônia II, Boca da Grota Rica, Terra Preta, Serrinha, PPO, Bico de Papagaio e Buraco da Viúva.
Entre 1982 e 1983 a DOCEGEO concluiu as prospecções na Serra Pelada, enviando o relatório ao Departamento Nacional de Produção Mineral (DNPM), onde neste informava que o garimpo seria fechado em 15 de novembro de 1983. A partir de então, o Sindicato dos Garimpeiros, com o recém eleito deputado federal pelo PDS Sebastião Curió, iniciam as pressões para a prorrogação da atividade mineral no local, conseguindo algumas vitórias nesse sentido, como a lei federal nº 7194, de 11 de junho de 1984. Cabe ressaltar que o ano de 1983 alcançou uma produção estimada de mais de 17 toneladas de ouro, o recorde da Serra Pelada.

### Declínio da atividade garimpeira
Em 1984 Serra Pelada chegou ao seu ápice em relação ao número de pessoas, com oitenta mil residentes, que a efeito de comparação, superavam os quase sessenta mil habitantes registrados no município de Marabá no censo de 1980. Porém, neste mesmo ano, a produção despenca para 3,9 toneladas e a cava atinge 200 metros de profundidade, impossibilitando a atividade manual. Desde o ano anterior já se registravam vários distúrbios dos garimpeiros temerosos dos rumores da fechada do garimpo.
Neste ano de 1984, os garimpeiros, por influência do deputado Curió, criam a Cooperativa de Mineração dos Garimpeiros de Serra Pelada (COOMIGASP), entidade, que no fim, acaba por servir de representação aos interesses dos garimpeiros bem-sucedidos, donos de cata e comerciantes. A entidade está, desde a sua criação, mergulhada em intermináveis disputas por poder, denúncias de corrupção, além de dívidas milionárias.
Após a saída da DOCEGEO do garimpo em 1984, o DNPM passa a ser a única entidade responsável por regular o garimpo; no entanto, já em 1985, com o termino da ditadura militar, o próprio DNPM se retira da Serra Pelada, sob a alegação de que seus funcionários corriam risco. A partir de então a COOMIGASP passa a dominar por completo a vila.
Em dezembro de 1987 uma comitiva de moradores da vila foi para Marabá para pressionar as autoridades locais para a permissão da retomada das atividades garimpeiras, bem como por melhores condições de vida e trabalho. Não tendo suas reivindicações atendidas, os garimpeiros, sob comando de Jane Resende, fecharam a Ponte Mista de Marabá - trecho da BR-155 - bloqueando o acesso de veículos, pessoas e das locomotivas que circulavam na Estrada de Ferro Carajás. O então governador Hélio Gueiros deu ordem para que a Polícia Militar desobstruísse a ponte. Com a colaboração de uma unidade do Exército Brasileiro, quinhentos soldados do 4º batalhão da Polícia Militar encurralaram os manifestantes, os atacando, durante 15 minutos, com metralhadoras e fuzis. O ataque pode ter ceifado a vida de setenta e nove (79) garimpeiros, no episódio que passou à história com o nome de Massacre de São Bonifácio.
Embora já houvesse certa mobilização pela emancipação da vila em relação ao município de Marabá, os habitantes optaram por juntar sua luta às vilas de Eldorado do Carajás e Curionópolis, que culminaram na elevação deste último à categoria de nova sede da municipalidade, com a Serra Pelada ficando como parte do novo município, a partir de 10 de maio de 1988.

### De 1990 a 2007
A década de 1990 inicia com a euforia do decreto n° 167, de 12 de junho de 1991, do presidente Fernando Collor, que prorroga a atividade mineral na Serra Pelada; no entanto dura pouco, pois em 1992, cedendo à pressão de multinacionais de mineração, o presidente fecha o garimpo de ouro da vila. O buraco da cava enche-se de água, com profundidade de 200 metros e forte contaminação por mercúrio.
Em 1996 vários distúrbios e escaramuças foram provocados pelos garimpeiros insatisfeitos com a posição do governo, ocorrendo inclusive a invasão das áreas embargadas de mineração nos arredores da vila. Dado isto, é solicitado a intervenção da Polícia Federal e do Exército. No mesmo ano, em outubro, a intervenção passa a ser capitaneada pela Polícia Militar do Pará.
Em 2002, cerca de dez mil pessoas mudaram-se para a vila, após a deliberação do Congresso Nacional que permitiu aos garimpeiros a execução de suas atividades em uma área próxima. Vários conflitos surgiram pelo controle das áreas de mineração, ocorrendo inclusive o assassinato de Antônio Clênio Cunha Lemos, presidente do Sindicato dos Garimpeiros de Curionópolis. Lemos era investigado pela morte de outros garimpeiros no ano de 2000.
Em 2004 novamente a corrida do ouro é reacesa com o anúncio de que a empresa estadunidense Phoenix Gems do Brasil estava fechando acordo com a COOMIGASP e a Vale, após negociações com o DNPM.
Em 2007 a Phoenix anuncia que vendeu sua participação para a mineradora canadense Colossus Minerals Inc., que anuncia oficialmente o interesse em reativar a mina de ouro da Serra Pelada.

### De 2007 -presente
A partir de 2007 a Colossus e a COOMIGASP iniciam intensas negociações para a retomada da extração aurífera no antigo garimpo da Serra Pelada, provocando um novo boom populacional na vila. Foi criada uma joint venture denominada Serra Pelada Companhia de Desenvolvimento Mineral (SPCDM), com capital majoritário da Colossus e minoritário da COOMIGASP.
Entre 2007 e 2011 a empresa montou uma mega infraestrutura com um túnel de 400 metros de profundidade para ter acesso aos depósitos subterrâneos de ouro que estimavam haver, bem como grandes estruturas industriais para o beneficiamento mínimo de metais. Montaram também um sistema de telefonia celular, de distribuição de água, além de escritórios e outras benfeitorias na vila.
Porém, a partir de 2012 a Colossus e a COOMIGASP passaram a ser acusadas de corrução, protelando o início oficial das operações de extração aurífera, recusando-se também a distribuir os dividendos com os mais de vinte mil garimpeiros filiados, sob justificativa de pagamento de compromissos; em 2013/2014, subitamente, a empresa Colossus declara falência no Canadá e se retira da parceria na empresa SPCDM. A COOMIGASP passa por seguidas intervenções judiciais ao mesmo tempo. A mina é oficialmente fechada em 2014. As denúncias e as investigações sobre as SPCDM pautam-se sobre desvios de dinheiro, evasão e contrabando de ouro.
Em 2010 a Vale anuncia que conseguiu a licença ambiental para o início da operação comercial do projeto Serra Leste (lançado ainda na década de 1990), de exploração de hematita dura (minério de ferro). O projeto foi construído nas proximidades da vila de Serra Pelada, a cerca de 4 quilômetros do centro desta em linha reta. A implantação deste começou a partir de 2006, indo até 2010. Em 2017, tornou-se um dos principais projetos minerais da Vale no norte do Brasil, trazendo muitos royalties ao município, gerando empregos na vila de Serra Pelada.

## Geografia

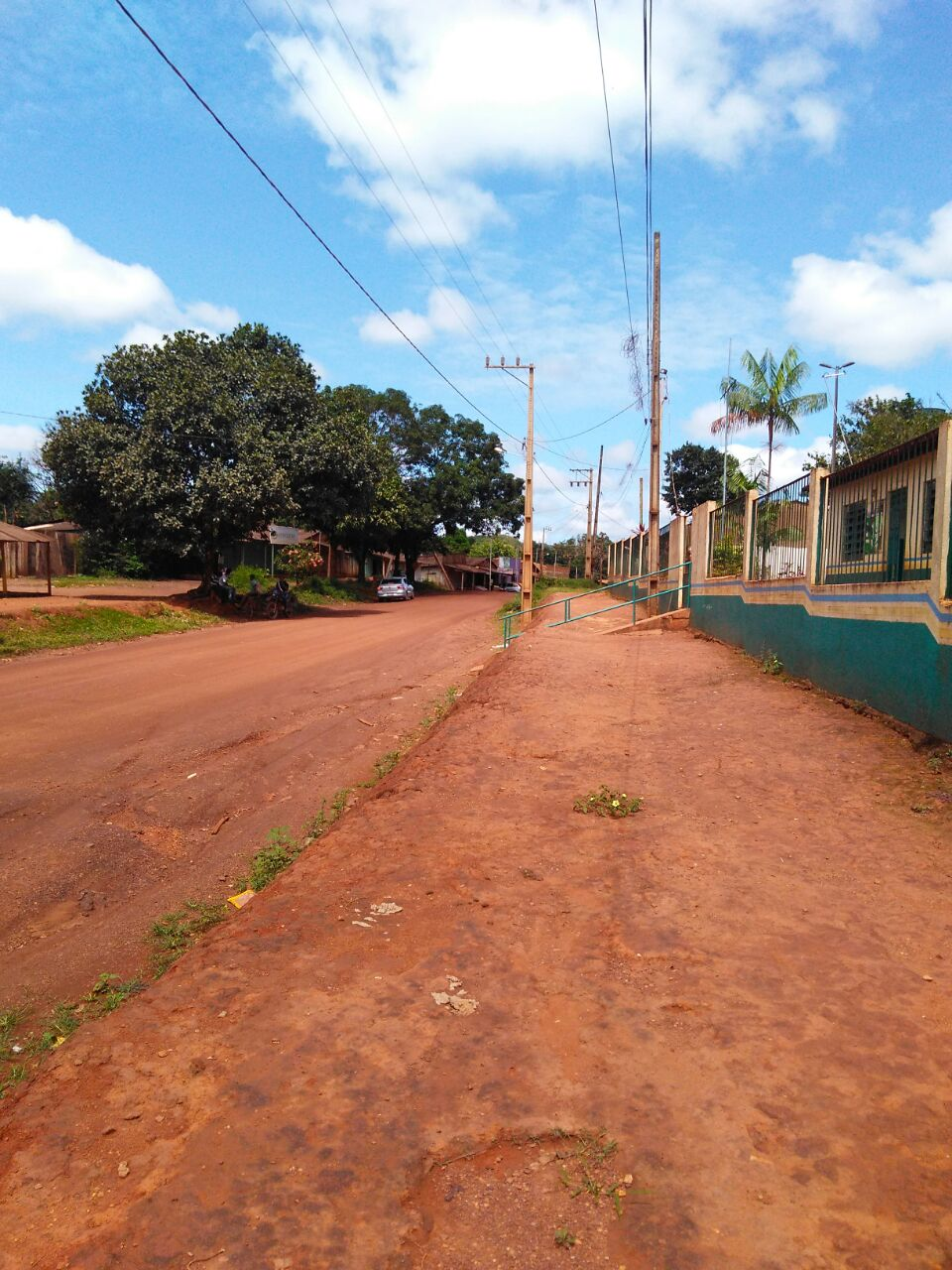
Avenida Nova República, em 2017, sentido cava do garimpo.

O principal acidente geográfico do distrito, a colina de Serra Pelada, foi totalmente decomposta pelo processo de garimpo ali desenvolvido. Esta era uma extensão da Serra dos Carajás um extensa formação geológica rica em recursos minerais. Os detritos da decomposição da Serra Pelada formaram uma colina artificial ao lado de onde ficava a original, com aproximadamente 100 metros de altitude. Há a suspeita que essa colina seja rica fragmentos de ouro de rejeito.
O clima da localidade é do tipo tropical com estação seca de inverno, com as temperaturas médias entre 23,5 °C e 26,4 °C. O vento, localmente, apresenta direção principal vindo de oeste com velocidade entre 0,5 e 3,0 m/s, intensidades estas sentidas como brisas leves ou fracas.
Os meses entre junho e setembro são períodos de seca com altas de temperaturas e índices baixos de precipitação. Já entre setembro e maio a temperatura é mais amena, com maior incidência de chuva.
Serra Pelada está inserida nas bacias hidrográficas dos rios Parauapebas e Vermelho, que são micro-bacias do rio Itacaiúnas. Por sua vez, o rio Itacaiúnas é uma sub-bacia do rio Tocantins. A área específica está inserida no contexto das bacias hidrográficas dos rios Sereno e Igarapé Grota Rica.

### Subdivisões
A vila é um dos principais aglomerados urbanos de Curionópolis, tanto que possui inclusive subdivisão em bairros, herança ainda do período áureo do garimpo; os bairros de Serra Pelada são:
- Morumbi;
- Telepará;
- Sereno;
- Centro;
- Açaizal;
- Lago.

## Economia

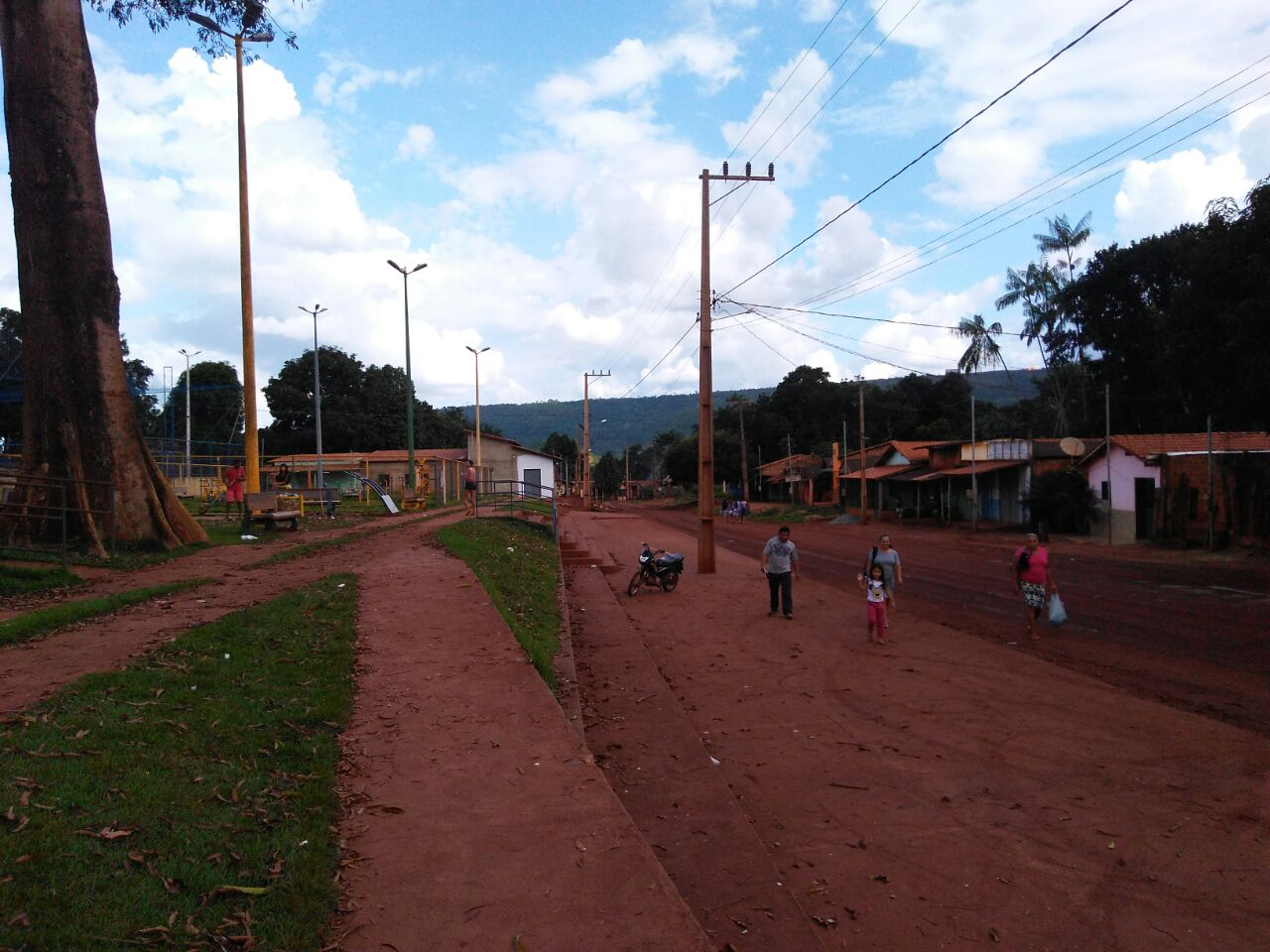
Avenida Nova República, em 2017, em Serra Pelada.

No passado a vida econômica do distrito era pautada principalmente na atividade garimpeira, subsistindo outras atividades secundárias, tais como o comércio do ouro, venda de equipamentos de mineração e venda de alimentos. Essa atividade de garimpo ainda existe, mas nem de longe representa a importância que um vez teve no passado. Dado a queda dessa atividade, Serra Pelada é uma das poucas localidades brasileiras com a característica de um "campo marrom" (ou brownfield), que designa instalações minerais (ou de outros tipos) abandonadas, ociosas ou subutilizadas, cuja expansão ou revitalização é complicada por contaminações ambientais ou características socioeconômicas peculiares.
Após a derrocada do ouro, o Estado brasileiro, através da Empresa de Assistência Técnica e Extensão Rural do Estado do Pará (Emater-PA) e da Empresa Brasileira de Pesquisa Agropecuária (Embrapa), além de iniciativas de empresas privadas, tentaram introduzir uma nova dinâmica econômica, tendo angariado certo sucesso. Nesse sentido a produção de abacate e de cajá despontou na região, permitindo a inclusão de muitas famílias, antes desempregadas, em uma nova cadeia produtiva. Houve também o incentivo à apicultura, que juntou-se a já existente produção de mel dos municípios vizinhos.
Na mesma direção, na região há também a criação de bovinos para leite e corte, que supre as necessidades do município e do estado do Pará. A cadeia também produz derivados do leite, sendo que alguns produtos são tradição culinária.
A região também conserva empreendimentos de mineração em escala industrial - como é o caso da Mineração Serra Leste -, que gera, principalmente, empregos aos residentes no distrito. A renda dessa massa de assalariados é muito importante para o comércio local, que vende alimentos secos e molhados, bem como roupas e confecções, artigos domésticos, eletrônicos, etc..
No aspecto socioeconômico, Serra Pelada registra índices de pobreza muito altos, sendo um dos locais com maior desigualdade econômica e com menor desenvolvimento humano do Brasil.

## Infraestrutura
Acesso
O principal acesso ao distrito é feito pela vicinal PA Serra Grande Sereno, que, a partir da PA-275, na vila Gurita da Serra (km 16), dista cerca de 30 quilômetros da Serra Pelada. Em linha reta, a distância entre a Serra Pelada e a cidade de Curionópolis é de cerca de 20 quilômetros.
Saúde e morbidade
Até 2020 a Serra Pelada possuía a UBS Santa Casa da Misericórdia (anteriormente era um hospital) e o Posto de Saúde Nossa Senhora Aparecida (ao lado da paróquia da vila). Entretanto, dado a quantidade de pessoas e a gravidade dos casos, as unidades não tinham capacidade de atendimento às morbidades ali registradas, que iam desde à leishmaniose, até alta incidência de hanseníase e DST's. Havia também o problema da falta de profissionais médicos.
Cabe destacar que a vila sofre com altos índices de contaminação de mercúrio e outros metais pesados, resquícios do garimpo artesanal. O consumo de peixes e vegetais irrigados com a água dos depósitos de rejeitos de mineração é a principal fonte dessa contaminação.
Educação
Em 2017 o distrito registrava uma carência muito grande de estabelecimentos de ensino pois, mesmo os já existentes, sofriam com questões de infraestrutura, como falta de bibliotecas, laboratórios, quadras, etc.. Em outro aspecto há uma enorme falta de pessoal qualificado para servir como professores ou mesmo técnicos de ensino.
Até 2017 a educação básica e fundamental possuía boa quantidade de vagas, porém, a nível médio, há oferta reduzida e grande evasão de alunos. Não havia oferta de ensino técnico ou superior.
Ruas e avenidas
Os principais logradouros da vila são as Avenidas Nova República e Sereno, formando o tronco logístico da localidade; os estabelecimentos comerciais e administrativos concentram-se basicamente nestas avenidas.
Comunicações
Os sistemas de comunicação da vila são fornecidos principalmente pela empresa de telecomunicações Oi, com telefonia fixa e móvel.

## Cultura e lazer
Manifestações culturais importantes incluem a procissão de Nossa Senhora Aparecida de Serra Pelada, comemorada todo dia 30 de março; a mesma é a padroeira do distrito.
Outras festividades populares importantes são as Festas Juninas e a Cavalgada da Serra Pelada.
Já as principais áreas de lazer histórico, arquitetônico e natural serra-peladenses são as construções rudimentares dos garimpeiros e as Corredeiras do Sereno, utilizadas pela população como áreas de lazer e contemplação natural.

### Na cultura popular
O distrito e sua história são frequentemente retratados na televisão, no cinema e na música; exemplo disso foi o filme Os Trapalhões na Serra Pelada, gravado ainda em 1982, pelo grupo de humoristas Os Trapalhões. Outro caso foi o filme Serra Pelada, de 2013.